# 신, 부부의 탄생
《新, 부부의 탄생》는 2008년 2월 5일에 KBS 2TV에서 방영된 설 특집 드라마로, 부부간의 역할 바꾸기를 통해 서로 이해하지 못했던 감정들을 이해하고 화해하는 과정을 그렸다.

## 줄거리
은정은 늘 일에 쫓겨 사는 봉수가 늘 불만인데, 아이의 생일날 봉수가 친구 달식의 꼬임에 넘어가 술을 마시며 늦도록 귀가하지 않자 은정은 술자리에 찾아가 남편을 혼쭐낸다. 또 자칭 ‘페미니스트’인 봉수는 초등학교 동창생과 모임을 갖다가 술집에서 아가씨를 불러 논 사실이 시의회 홈페이지에 뜨자 은정은 “내가 의원 일을 하면 당신보다 훨씬 더 잘할 수 있다”며 시의원 선거에 남편의 경쟁 후보로 나선다.
은정은 ‘효도르 아줌마’라는 닉네임을 내세우며 여성 시민을 중심으로 인기를 얻어 남편을 누르고 시 의원에 당선되며 늦깎이 커리어 우먼으로 승승장구한다. 하지만 쌓여가는 의원 업무와 사회생활의 힘겨움을 느끼면서 조금씩 남편을 이해하게 된다. 한편, 봉수의 삶도 서서히 변하는데, 동네 아줌마들의 고민 상담사로 인기를 끌면서 마침내 아줌마들과 함께 ‘육아 품앗이’라는 대안 교육활동까지 벌이게 된다.

## 등장 인물
- 임호 : 봉수 역
- 임지은 : 은정 역
- 김진수 : 달식 역
- 전희주
- 임현희
- 서권순
- 정원중